# 佩洛捷
佩洛捷（法語：Pelleautier，法語發音：[pɛlotje]）是法国上阿尔卑斯省的一个市镇，位于该省南部偏西，属于加普区。

## 地理
佩洛捷（44°31'1"N, 6°1'0"E）面积12.81 平方千米，位于法国普罗旺斯-阿尔卑斯-蓝色海岸大区上阿尔卑斯省，该省份为法国东南部内陆省份，北起萨瓦省，西北接伊泽尔省，西南接德龙省，南至上普罗旺斯阿尔卑斯省，东北部与意大利接壤。
与佩洛捷接壤的市镇（或旧市镇、城区）包括：奥兹新堡、拉弗雷西努斯、加普、芒泰耶、内夫、锡戈耶。

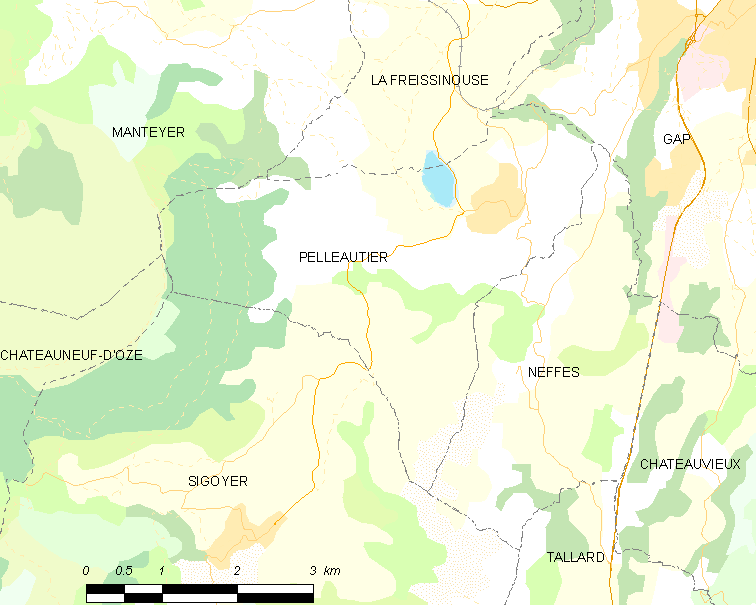
佩洛捷的OSM定位图

佩洛捷的时区为UTC+01:00、UTC+02:00（夏令时）。

## 行政
佩洛捷的邮政编码为05000，INSEE市镇编码为05100。

## 政治
佩洛捷所属的省级选区为塔拉尔县。

## 人口

1962-2008年间佩洛捷人口变化图示

佩洛捷于2022年1月1日时的人口数量为839人。